# Тоунтън
То̀нтън (на английски: Taunton) е град в югозападната част на област Съмърсет, Югозападна Англия. Той е административен и стопански център на община Тонтън Дийн, а също и административен център на графството. Населението на града към 2001 година е 58 241 жители.

## География
Тонтън е разположен на около 22 километра южно от крайбрежието към Бристълския канал и на около 60 километра югозападно от Бристъл. Столицата Лондон отстои на около 235 километра в източна посока.
В непосредствена близост до града преминава Магистрала М5 свързваща югозападната част на страната с Бристъл и останалата магистрална мрежа.

## Демография
Изменение на населението за период от две десетилетия 1981-2001 година:
| година    | 1981   | 1991   | 2001   |
| --------- | ------ | ------ | ------ |
| население | 47 793 | 55 855 | 58 241 |